# Superhjältarna 2
Superhjältarna 2 (engelska: Incredibles 2) är en amerikansk 3D-animerad film från 2018 producerad av Pixar Animation Studios och distribuerad av Walt Disney Pictures. Den är en direkt uppföljare till Superhjältarna från 2004. Den är regisserad av Brad Bird, regissören till den första filmen som också, precis som i den första filmen, gör rollen Edna Modes röst. Filmen hade biopremiär den 15 juni 2018 i USA och den 31 augusti 2018 i Sverige.
På Oscarsgalan 2019 nominerades Superhjältarna 2 för Bästa animerade film men förlorade mot Spider-Man: Into the Spider-Verse.

## Handling
Det har gått tre månader sedan superhjältefamiljen Parr, Bob/Mr. Incredible, Helen/Elastaflickan, Violet, Dash och Jack-Jack, besegrade skurken Syndrome. Den nya skurken Undergrävaren lyckas råna stadens bank och komma undan, men superhjältefamiljen lyckas i alla fall med hjälp av sin vän Fryzo rädda stadshuset från att förstöras av Undergrävarens skenande borr. Men trots det, på grund av alla skadorna stänger regeringen ner omplaceringsprogrammet som hade hållit alla superhjältarna gömda i den första filmen. Lite senare kontaktas superhjältefamiljen och Fryzo av Winston Deavor, en superhjältebeundrare och ägaren av telekommunikationsföretaget DevTech. Winston och hans geniala syster Evelyn erbjuder Mr. Incredible, Elastaflickan och Fryzo att bekämpa brott inför allas ögon som en slags kampanj för att se till att superhjältarna blir lagliga igen.
Helen/Elastaflickan väljs ut till att bli superhjältarnas ansikte utåt eftersom hon är den som gör minst skador, vilket betyder att Bob/Mr. Incredible får stanna hemma och ta hand om barnen. Tids nog upptäcker Bob, Violet och Dash att det yngsta barnet Jack-Jack, som de trodde var normal, har superkrafter, vilket gör det svårare att passa honom. När Helen är ute och bekämpar brott kommer hon i kontakt med en mystisk ny skurk kallad Skärmskräckaren som kan hypnotisera andra med TV-skärmar. Skärmskräckaren planerar att se till att superhjältarna blir olagliga för alltid och Helen måste stoppa honom, vilket är lättare sagt än gjort.